# Seznam pruských panovníků

Malý znak Pruska

Seznam pruských panovníků zahrnuje postupně vládnoucí pruské vévody, krále, pruské krále vládnoucí jako německé císaře a pretendenty pruského trůnu po roce 1918.

## Pruští vévodové

### Ansbaští Hohenzollernové
Velmistr Řádu německých rytířů Albrecht Braniborský z Ansbašské linie Hohenzollernů provedl v roce 1525 sekularizaci řádového území, přijal reformaci a prohlásil se světským vévodou (knížetem). Pruské vévodství se stalo polským lénem. Když v roce 1618 zemřel jeho syn Albrecht Fridrich bez mužských dědiců, zdědil pruské vévodství braniborský kurfiřt. Od té doby byly Prusy knížecí spojeny s Braniborským markrabstvím, kde vládli rovněž Hohenzollernové v jeden stát (Braniborsko-Prusko) se silně německým charakterem.
| jméno             | obrázek | život     | období vlády | rodiče                                                          | poznámky                                           |
| ----------------- | ------- | --------- | ------------ | --------------------------------------------------------------- | -------------------------------------------------- |
| Albrecht I.       |         | 1490–1568 | 1525–1568    | Fridrich IV. Braniborsko-Ansbašský Žofie Jagellonská            |                                                    |
| Albrecht Fridrich |         | 1553–1618 | 1568–1618    | Albrecht Braniborsko-Ansbašský Anna Marie Brúnšvicko-Lüneburská | po jeho smrti zdědil vévodství braniborský kurfiřt |

| jméno          | obrázek | život     | období vlády | rodiče                                                      | poznámky                                           |
| -------------- | ------- | --------- | ------------ | ----------------------------------------------------------- | -------------------------------------------------- |
| Jan Zikmund    |         | 1572–1619 | 1618–1619    | Jáchym Fridrich Braniborský Kateřina Braniborsko-Küstrinská | také braniborský kurfiřt                           |
| Jiří Vilém     |         | 1595–1640 | 1619–1640    | Jan Zikmund Braniborský Anna Pruská                         | také braniborský kurfiřt                           |
| Fridrich Vilém |         | 1620–1688 | 1640–1688    | Jiří Vilém Braniborský Alžběta Šarlota Falcká               | také braniborský kurfiřt                           |
| Fridrich I.    |         | 1657–1713 | 1688–1701    | Fridrich Vilém I. Braniborský Luisa Henrietta Nasavská      | od roku 1701 pruský král, také braniborský kurfiřt |

## Pruští králové

### Hohenzollernové

#### králové v Prusku
V roce 1701 se dosavadní pruský vévoda Fridrich I. a braniborský kurfiřt Fridrich III. prohlásil pruským králem resp. králem v Prusku (König in Preußen) se svolením římsko-německého císaře a polského krále.
| jméno               | obrázek | život     | období vlády | rodiče                                                 | poznámky                                 |
| ------------------- | ------- | --------- | ------------ | ------------------------------------------------------ | ---------------------------------------- |
| Fridrich I.         |         | 1657–1713 | 1701–1713    | Fridrich Vilém I. Braniborský Luisa Henrietta Nasavská | do roku 1701 pruský vévoda               |
| Fridrich Vilém I.   |         | 1688–1740 | 1713–1740    | Fridrich I. Pruský Sofie Šarlota Hannoverská           |                                          |
| Fridrich II. Veliký |         | 1712–1786 | 1740–1772    | Fridrich Vilém I. Sofie Dorotea Hannoverská            | v roce 1772 změnil titul na krále Pruska |

#### Pruští králové
V roce 1772 získal Fridrich II. západní resp. tzv. královské Prusko, čímž se mohlo konečně titulovat jako král Pruska a tak změnil svůj titul na krále Pruského (König von Preußen).
| jméno               | obrázek | život     | období vlády | rodiče                                                       | poznámky                                 |
| ------------------- | ------- | --------- | ------------ | ------------------------------------------------------------ | ---------------------------------------- |
| Fridrich II. Veliký |         | 1712–1786 | 1772–1786    | Fridrich Vilém I. Sofie Dorotea Hannoverská                  | v roce 1772 změnil titul na krále Pruska |
| Fridrich Vilém II.  |         | 1744–1797 | 1786–1797    | August Vilém Pruský Louisa Amalie Brúnšvicko-Wolfenbüttelská | synovec Fridricha II.                    |
| Fridrich Vilém III. |         | 1770–1840 | 1797–1840    | Fridrich Vilém II. Frederika Hesensko-Darmstadtská           | poslední braniborský kurfiřt             |
| Fridrich Vilém IV.  |         | 1795–1861 | 1840–1861    | Fridrich Vilém III. Luisa Meklenbursko-Střelická             |                                          |
| Vilém I. Pruský     |         | 1797–1888 | 1861–1888    | Fridrich Vilém III. Luisa Meklenbursko-Střelická             | od roku 1871 také německý císař          |

### Pruští králové zároveň německými císaři

#### Hohenzollernové
| jméno                | obrázek | život     | období vlády | rodiče                                           | poznámky                                      |
| -------------------- | ------- | --------- | ------------ | ------------------------------------------------ | --------------------------------------------- |
| Vilém I. Pruský      |         | 1797–1888 | 1861–1888    | Fridrich Vilém III. Luisa Meklenbursko-Střelická | také od roku 1861 pruský král                 |
| Fridrich III. Pruský |         | 1831–1888 | 1888–1888    | Vilém I. Pruský Augusta Sasko-Výmarská           | vládl pouze 99 dní, číslován jako pruský král |
| Vilém II. Pruský     |         | 1859–1941 | 1888–1918    | Fridrich III. Pruský Viktorie Sasko-Koburská     |                                               |

## Pretendenti trůnu, po roce 1918

### Hohenzollernové
| jméno                      | obrázek | život     | období vlády | rodiče                                                        | poznámky                |
| -------------------------- | ------- | --------- | ------------ | ------------------------------------------------------------- | ----------------------- |
| Vilém II. Pruský           |         | 1859–1941 | 1918–1941    | Fridrich III. Pruský Viktorie Sasko-Koburská                  |                         |
| korunní princ Vilém Pruský |         | 1882–1951 | 1941–1951    | Vilém II. Pruský Augusta Viktorie Šlesvicko-Holštýnská        |                         |
| Ludvík Ferdinand Pruský    |         | 1907–1994 | 1951–1994    | Vilém Pruský (1882–1951) Cecílie Meklenbursko-Schwerinská     |                         |
| Jiří Fridrich Pruský       |         | 1976      | od 1994      | Ludvík Ferdinand Pruský (1944) Donata von Castell-Rüdenhausen | vnuk Ludvíka Ferdinanda |